# Tiegem
Tiegem é uma vila e deelgemeente belga do município de Anzegem, província de Flandres Ocidental. Em 31 de Dezembro de 2005, tinha 1.541 habitantes e 7,69 km².